# Rosa baiyushanensis
Rosa baiyushanensis là loài thực vật có hoa trong họ Hoa hồng. Loài này được Q.L. Wang miêu tả khoa học đầu tiên năm 1984.